# Gustavo López
Gustavo Adrián López (Valentín Alsina, 13 april 1973) is een voormalig profvoetballer uit Argentinië, die speelde als aanvaller. Hij beëindigde zijn actieve loopbaan in 2008 bij de Spaanse club Cádiz CF. Zijn bijnamen luidden El Cuervo en Gustavito.

## Interlandcarrière
López speelde in totaal 32 officiële interlands voor de nationale ploeg van Argentinië en scoorde vier keer voor zijn Zuid-Amerikaanse vaderland. Onder leiding van bondscoach Daniel Passarella maakte hij zijn debuut op 21 december 1994 in de vriendschappelijke wedstrijd tegen Roemenië (1–0) in Buenos Aires. López viel in die wedstrijd na 67 minuten in voor Marcelo Espina. Hij vertegenwoordigde zijn vaderland twee jaar later bij de Olympische Spelen in Atlanta, waar de Argentijnen de zilveren medaille wonnen. López maakte tevens deel uit van de Argentijnse selectie bij de WK-eindronde 2002 in Japan en Zuid-Korea.

## Erelijst
CA Independiente
- Primera División

1994
- Supercopa Sudamericana

1994, 1995
- Recopa Sudamericana

1995
 Celta de Vigo
- UEFA Intertoto Cup

2000